# 파돌리기송
파돌리기송(영어: Loituma Girl, Leekspin)은 핀란드의 쿼텟 로이투마가 1995년 데뷔 앨범 Things of Beauty에서 부른 핀란드 노래 이에반 폴카의 스캣 부분에 맞춰서 제작된 플래시 애니메이션이다. 2006년 4월 말 인터넷에 등장하여 빠르게 인기를 얻었다. 또한, 이에반 폴카의 일부분을 블리치의 애니메이션 캐릭터인 이노우에 오리히메 또는 하츠네 미쿠가 음악에 맞춰 리크(대파)를 돌리는 모습을 보여주기도 한다. 

## 내용
파돌리기송의 애니메이션은 블리치 시리즈의 시즌1 두 번째 에피소드에서 12분~14분 사이에 나오는 장면을 가져온 것이다. 이 클립에서 이노우에 오리히메는 쿠로사키 이치고와 쿠치키 루키아에게 말을 걸면서 리크(대파)를 돌리고 있다. 
사용된 음악은 이에반 폴카의 다섯 번째 스탠자의 후반부 (네 줄)와 완전한 여섯 번째 스탠자 (여덟 줄)로 구성되어 있다. 

## 인기
2006년 7월 10일, 핀란드 신문 헬싱긴 사노마트는 파돌리기송이 로이투마의 인기를 다시 불러일으켰으며, 밴드가 전 세계에서 수천 통의 팬레터를 받았다고 보도하였다.
로이투마의 밴드 멤버 티모 바나넨은 비디오에 대한 자신의 첫 반응을 다음과 같이 설명한다.
처음에는 제 웹 페이지 통계를 봤을 때 뭔가 이상한 일이 벌어지고 있다는 걸 알았어요. 트래픽이 엄청나게 많았거든요. 그리고 대부분의 트래픽이 러시아에서 왔고, 그래서 무슨 일이 벌어지고 있는지 추적하기 시작했고, 이 비디오를 찾았어요. 그리고 글쎄요, 이 비디오가 무엇인지 이 소녀가 누구인지 전혀 모르겠어요.

이 밈의 저자는 러시아 라이브저널 사용자 g_r_e_e_n으로 널리 알려져 있으며, 2006년 4월 23일 15시 40분에 자신의 라이브저널 피드에 이 밈의 링크를 게시하였다.

## 하츠네 미쿠
2007년 9월, Otomania가 음악을 편곡하고 미쿠의 목소리를 사용하여 보컬로이드 하츠네 미쿠가 부른 파돌리기송의 커버 버전이 제작되었다. 이와 함께 치비 버전의 하츠네 미쿠가 파를 흔드는 애니메이션이 제공되었다. 현재까지 이 파돌리기송 비디오는 니코니코 동화와 유튜브를 합쳐 4,000만 회 이상의 조회수를 기록하였다.
보컬로이드 버전 파돌리기송의 인기는 비디오에 등장하는 치비-미쿠가 하츠네 미쿠라는 별도의 캐릭터로 취급되게 했다. 굿 스마일 컴퍼니는 그녀의 넨도로이드 액션 피규어 버전을 제작했다.

## 같이 보기
- 리크스핀 작전
- 이에반 폴카
- 핀란드의 음악